# British Lion (groupe)
Pour les articles homonymes, voir British Lion.
British Lion est un groupe britannique de hard rock, originaire d'Angleterre. Il est formé par Steve Harris, mieux connu comme bassiste d'Iron Maiden.

## Histoire
Steve Harris forme le groupe pour jouer dans de petites salles, par opposition aux grandes arènes où jouait généralement Iron Maiden,, et comme exutoire pour des morceaux plus courts orientés hard rock, dans lesquels il peut expérimenter différents styles de guitare basse. Le groupe comprend également le chanteur Richard Taylor, les guitaristes David Hawkins et Grahame Leslie, et le batteur Simon Dawson.
Harris rencontre Leslie pour la première fois au début des années 1990 après que ce dernier lui ait envoyé une démo, et Harris suit les carrières de Leslie et de Taylor pendant plusieurs années avant de décider de les inclure dans le projet British Lion. Les tournées du groupe sont généralement programmées après la fin des tournées d'Iron Maiden, lorsque Harris commence à vouloir jouer dans des clubs et des théâtres comme il le faisait dans les premières années d'Iron Maiden,.
L'album British Lion, sorti en 2012, est présenté comme album solo de Harris, les autres musiciens étant décrits comme son groupe d'accompagnement. Le projet est ensuite repositionné en tant que groupe autonome, la plupart des chansons étant écrites par Harris, Taylor et Hawkins. Leur deuxième album, The Burning, sort en janvier 2020, et est élu « album de l'année » par Paul Stenning pour BraveWords.

## Discographie
- 2012 : British Lion
- 2020 : The Burning